# Corynocarpus
Corynocarpus és l'únic gènere de plantes amb flors dins la família Corynocarpaceae. Conté sis espècies que són plantes natives de Nova Guinea a Nova Zelanda i illes de l'Oceà Pacífic occidental.

## Taxonomia
- Corynocarpus australasicus C. T. White
- Corynocarpus cribbianus (F. M. Bailey) L. S. Sm.
- Corynocarpus dissimilis Hemsl.
- Corynocarpus laevigatus J. R. Forst. & G. Forst.
- Corynocarpus rupestris Guymer
- Corynocarpus similis Hemsl.